# 황녹두
황녹두는 한국의 재배종 녹두이다. 노랑녹두로도 불리며, 크기가 일반 청녹두보다 약간 크고, 주머니도 더 길다. 2016년에 슬로 푸드 선정 〈맛의 방주〉에 등재되었다.

## 쓰임새
황포묵을 만드는 데 쓴다.